# Блаф Сити (Тенеси)
Блаф Сити (енгл. Bluff City) град је у америчкој савезној држави Тенеси.

## Демографија
По попису из 2010. године број становника је 1.733, што је 174 (11,2%) становника више него 2000. године.
| Група             | 2000.         | 2010.         |
| Белци             | 1.525 (97,8%) | 1.674 (96,6%) |
| Афроамериканци    | 3 (0,2%)      | 19 (1,1%)     |
| Азијати           | 9 (0,6%)      | 6 (0,3%)      |
| Хиспаноамериканци | 11 (0,7%)     | 15 (0,9%)     |
| Укупно            | 1.559         | 1.733         |